# Гајо Војводић
Гајо Војводић (Грађани, код Цетиња, 9. мај 1914 — Мељине, код Херцег Новог, 27. мај 1988) био је учесник Народноослободилачке борбе и генерал-потпуковник ЈНА.

## Биографија
Рођен је 9. маја 1914. у Грађани, код Цетиња. Потицао је из чиновничке породице Ника Војводића. Основну школу је завршио у родном месту, а гимназију у Цетињу и Пећи. Током студија на Правном факултету у Београду, припадао је револуционарном студенстком покрету.
За време одслужења војног рока у Југословенској војсци, завршио је школу резервних официра, а 1941. био је учесник Априлског рата.
Након окупације Југославије, 1941. активно се укључио у акције на припреми устанка у родном крају. У чланство Комунистичке партије Југославије (КПЈ) примљен је јуна 1941. године. Током Тринаестојулског устанка учествовао је у акцијама Радомирско-грађанског партизанског одреда, чији је био командант, а потом у  Љуботињско-грађанској чети, чији је био командир.
Учествовао је у нападу на Пљевља 1. децембра 1941. године. Заједно са осталим борцима Ловћенског партизанског одреда 21. децембра 1941. ушао је у састав тада формиране Прве пролетерске ударне бригаде, када је постављен за командира Прве чете Првог црногорског (ловћенског) батаљона. Касније је постављен за заменика команданта батаљона.
Марта 1943, током битке на Неретви, пребачен је у Трећу пролетерску санџачку ударну бригаду, где се налазио на дужности команданта Првог батаљона. Са овом бригадом прошао је кроз борбе на Сутјесци, а од јула 1943. до августа 1944. налазио се на дужности руководиоца обавештајног рада 17. источнобосанске дивизије. Септембра 1944. постављен за команданта Четврте српске ударне бригаде, са којом је учествовао у борбама за ослобођење Београда.
Децембра 1944. отишао је на школовање у Совјетски Савез, где је у Москви завршио Вишу војну академију Ворошилов. Након повратка у Југославију, наставио је професионалну војну службу у Југословенској армији, где је завршио Школу оператике на Вишој војној академији ЈНА. Налазио на одговорним дужностима, био је командант Прве пролетерске дивизије, начелник штаба армије и војне области, помоћник команданта армије, предавач на Ратној школи ЈНА и др. Активна служба у ЈНА престала му је 1972. у чину генерал-потпуковника.
Поред војних дужности, неколико година је руководио радом Савеза извиђача Србије, а на његову иницијативу је Савеза извиђача постао део организације Покрет Горана, ради заједничког деловања на очувању животне средине.
Активно се бавио публицистичким радом. Објавио је око 25 библиографских јединица у облику чланака и записа о догађајима у рату, посебно о својим саборцима. Године 1986. објавио је књигу Прича једног пролетера. Бавио се и преводилачким радом са руског језика, а објавио је превод књиге Битка за Москву.
Умро је 27. маја 1988. године.
Носилац је Партизанске споменице 1941. и других југословенских одликовања, међу којима су – Орден заслуга за народ са златном звездом, Орден братства и јединства са златним венцем, Орден за војне заслуге са великом звездом и др.